# José Cerveró
José Cerveró San Braulio (Real de Montroi, 3 settembre 1949 – Valencia, 17 luglio 2024) è stato un calciatore e allenatore di calcio spagnolo, di ruolo difensore.

## Caratteristiche tecniche
Fu un terzino sinistro.

## Carriera
Prodotto del Valencia Club de Fútbol Mestalla, giocò per tutta la sua carriera nel Valencia CF ad eccezione della stagione 1971-1972, che trascorse in prestito al Melilla.

## Palmarès

### Giocatore

#### Club

##### Competizioni nazionali
- Coppa di Spagna: 1

Valencia: 1978-1979

##### Competizioni internazionali
- Coppa delle Coppe: 1

Valencia: 1979-1980
- Supercoppa UEFA: 1

Valencia: 1980